# Sylvester Barrett
Sylvester Aidan Barrett (18 mai 1926 - 8 mai 2002) est un homme politique irlandais du Fianna Fáil. Il sert dans les gouvernements de Jack Lynch et Charles Haughey comme ministre de l'Environnement (1977-1980) et ministre de la Défense (1980-1981).

## Biographie
Sylvester Barrett est né à Darragh, près d'Ennis, dans le comté de Clare, en 1926. Son père Frank, membre fondateur du Fianna Fáil, et sa mère Delia Costello, sont tous deux décédés en 1931. En conséquence, il est élevé par un oncle et une tante. Son frère Fergus (Patrick) Barrett OFM, est prêtre franciscain et recteur fondateur du séminaire St John Vianney, Pretoria, Afrique du Sud. Barrett fait ses études à la Ballyea National School et au St Flannan's College d'Ennis. Il étudie l'ingénierie à l'University College Galway, mais ne termine pas ses études. Il est cadet dans l'armée irlandaise et travaille ensuite comme percepteur et commissaire-priseur.
Il est élu au Dáil Éireann le 14 mars 1968 lors de l'élection partielle dans la circonscription de Clare, organisée après le décès du député Fine Gael William Murphy. Barrett arrive en tête des sondages aux élections générales de l'année suivante. Aux élections générales de 1973, le Fianna Fáil perd son poste au profit d'un gouvernement de coalition Fine Gael-Parti travailliste dirigé par Liam Cosgrave, et Barrett est nommé porte-parole pour les transports et l'électricité. Après la victoire écrasante du Fianna Fáil aux élections générales de 1977, il est nommé au cabinet en tant que ministre de l'Environnement.
Barrett soutient George Colley lors des élections à la direction du Fianna Fáil en 1979. Charles Haughey est finalement le vainqueur, mais Barrett est gardé au sein du cabinet au ministère de l'Environnement. À la suite d'un remaniement en 1980, il est nommé ministre de la Défense. Après les élections générales de février 1982, le Fianna Fáil est reconduit au pouvoir, mais Barrett n'est pas nommé au cabinet. Il est cependant nommé ministre d'État au ministère des Finances.
En octobre 1982, lorsque Charlie McCreevy dépose une Motion de censure à l'égard du leadership de Haughey, Barrett est le seul ministre d'État parmi la soi-disant bande des 22 à la soutenir ; Haughey y résiste et n'a pas démis Barrett de ses fonctions.
Le mois suivant, il arrive en tête des élections générales de novembre 1982. Le Fianna Fáil est de nouveau dans l'opposition et Barrett est nommé au premier rang en tant que porte-parole pour la défense. Il y reste jusqu'en 1984, date à laquelle il remporte un siège dans la circonscription de Munster aux élections du Parlement européen et est remplacé sur le premier banc par Noel Treacy. Il ne se représente ni aux élections générales de 1987 ni aux élections du Parlement européen de 1989 et se retire de la politique. Il est décédé le 8 mai 2002.